# Уметничка колонија Ечка
Уметничка колонија Ечка основана је 1956. године у Ечки, селу у близини Зрењанина, одлуком тадашње Скупштине општине Зрењанин. Уметници-оснивачи Уметничке колоније Ечка, као и они који су имали велики утицај на њен рад и даљи уметнички развој били су, између осталих, Зоран Петровић, Александар Зарин, Тивадар Вањек, Васа Поморишац, Стојан Трумић, Стеван Дукић, Живојин Турински, Ђерђ Бајтаи и Здравко Мандић. Ови уметници имали су значајан утицај и на уметнички живот у граду.
Године 1958. основана је Савремена галерија Уметничке колоније као институција која има задатак да се брине о уметничким делима насталим углавном у Уметничкој колонији Ечка, као и да настави са организовањем сусрета уметника у Ечки, а 1964. године отворена је Савремена галерија у Зрењанину. Од оснивања колонија је у својим сазивима окупљала уметнике који су се бавили различитим традиционалним ликовним дисциплинама (сликарство, скулптура, графика, цртеж), да би се временом одржала само два сазива – уметника који су се бавили класичним сликарством у сазиву „Слика” и уметника који су се бавили акварелом у „Сусретима акварелиста”. 
Током седамдесетих година прошлог века када нове уметничке праксе иду изван или против традиционалног сликарства односно у правцу дематеријализације уметничког предмета долази до напуштања колективистичког духа својственог колонијском деловању у корист индивидуалног, субјективистичког и до криза у раду Уметничке колоније Ечка. Од тог времена организатори колоније покушавају да сазивима уметника пронађу нов смисао, нови профил и енергију који би одржали окупљања уметника у Ечки у животу. 
Године 2006. на педесетогодишњицу оснивања колоније дошло је до промене у концепту традиционалних сликарских окупљања када је у складу са већ увелико присутним плурализмом и интердисциплинарношћу у савременој уметности, уметницима у Ечки омогућено да се медијски неограничавају на традиционално подељене ликовне дисциплине већ да своје идеје реализују у различитим формама савременог уметничког изражавања. Године 2010. започело се са ауторским и проблемски конципираним сазивима у Уметничкој колонији Ечка.